# Ernst Moro
Ernst Moro (Ljubljana, 8. prosinca 1874. – Heidelberg, 17. travnja 1951.), austrijski liječnik i pedijatar, koji je najpoznatiji po otkriću primitivnog refleksa koji je po njemu i nazvan (Moroov refleks). 
Moro je studirao medicinu u Grazu u Austriji, a diplomirao je 1899. Od 1901. do 1902. je radio s Theodor Escherichom (1857-1911) u Beču, otkrivačem bakterije Escherichia coli.
Za rad u pedijatriji osposobljen je u Münchenu 1906., a 1911. postao je profesor pedijatrije na Sveučilištu u Heidelbergu. 
Osim Moroovog refleksa, Ernst Moro je zaslužan i za sljedeća otkrića:
- dokazao je sterilnost normalnog tankog crijeva
- otkrio je da krv dojene djece ima snažniji učinak ubijanja bakterija nego krv djece hranjene bočicom
- demonstrirao brzo povećanje metabolizma škroba u prvim tjednima života
- prvi je opisao sindrom iritabilnog kolona i rekurentnu abdominalnu bol u djece
- izolirao bakteriju Lactobacillus acidophilus iz želuca
- razvio Moro test (prekutana tuberkulinska reakcija)
- skovao nazive "prvo tromjesječje" i "biološko proljeće"
- izumio Moroovo mlijeko, formulu za hranjenje dojenčadi koja se sastoji od punomasnog mlijeka kojemu je dodano 3% brašna, 5% maslaca i 5-7% šećera
- uveo u sirove jabuke i juhu od mrkve u dijetnu prehranu kod liječenja proljeva dojenčadi